# 詹喬愉
詹喬愉（1987年10月26日—），綽號「三條魚」，是台灣女性登山家。她多次參與山難救援。

## 生平
讀中國文化大學地質系時參加登山社，2010年加入中華民國山難救助協會北區搜救委員會，現在是新北市義勇消防總隊山域搜救分隊隊員，參與清水大山、白楊步道與奇萊山等數次山難救援。
2018年成為台灣第一位登上全球第四高峰洛子峰與第八高峰馬納斯盧峰的女性登山家。
2019年尼泊爾時間5月27日凌晨3時16分，成功登上世界第一高峰聖母峰，成為在江秀真之後登上聖母峰的台灣女性登山家，為台灣第二位達此成就的女性。在此前僅13日之差、5月15日才登頂世界第五高峰馬卡魯峰，為台灣第一登頂者。

## 登山經歷
- 2015吉爾吉斯（Kyrgyzstan）阿拉阿恰（Ala Archa）技術攀登，登頂Ratsek peak。（俄羅斯分級2B，Grade Alpine分級難度 PD+路線）[6][7]

- 2018年5月16日，台灣第一位女性登上全球第四高峰洛子峰（8516m）。[8]
- 2018年9月28日，台灣第一位女性登上全球第八高峰馬納斯盧峰（8163m）。[9]
- 2019年5月15日，台灣第一位女性登上全球第五高峰馬卡魯峰（8485m）．[10]
- 2019年5月27日，台灣第二位女性登上全球第一高峰聖母峰（8848m）．[11][12]
- 2022年5月9日，無氧登頂世界第七高峰道拉吉里，成為第一位無氧登頂道拉吉里峰的台灣人。
- 2022年7月28日，上午8點30分左右（大約台灣時間28日上午5點30分）成功登上喬戈里峰（K2峰）（8611m），為台灣第二位登頂的女性。[13][14]

## 著作
1. 《攀向沒有頂點的山：三條魚的追尋》，紅樹林出版，出版日期2020/04/25，ISBN 978-986-97418-2-8

## 廣告
- 2020 國泰人壽-【人生向前 有您領跑】教師節篇。
- 2013年，微電影【我的河畔陽台】，東協國際地產股份有限公司出品。

## 影視
財團法人公共電視文化事業基金會於2021年2月25日播出節目《群山之島與不去會死的他們》（Island of Mountains : Believe it or not. This is Taiwan!!!）。詹喬愉擔任第一季第一集〈帶我回奇萊？帶我回奇萊！〉的主角。2024年8月30日公播，成為兒少科普實境節目《鹹魚小隊》第一、二季的主持人之一。

## 外部連結
- 詹喬愉的Facebook專頁
- 台灣女性第一人 詹喬愉攻頂世界第4峰 （页面存档备份，存于）
- （專訪）台灣之光！詹喬愉登世界第4高峰創紀錄 缺氧險截肢 （页面存档备份，存于）